# Bill Brack
Bill Brack (n. 26 decembrie 1935, Toronto, Ontario, Canada) este un fost pilot de Formula 1. De-a lungul carierei a luat startul în 3 curse, niciuna din pole-position. Nu a câștigat nicio cursă și nu a terminat niciodată pe podium, acumulând 0 puncte în întreaga activitate ca pilot de Formula 1.